# Emily Faithfull
Emily Faithfull (Headley, 27 mei 1835 - Manchester, 31 mei 1895) was een Engelse vrouwenrechtenactivist en uitgever.

## Biografie
Emily Faithfull werd geboren op 27 mei 1835 in de Headley Rectory, Surrey. Ze was de jongste dochter van Ferdinand Faithfull en Elizabeth Mary Harrison. Faithfull ging naar school in Kensington en werd in 1857 gepresenteerd aan het hof.
Faithfull werd lid van de Langham Place Circle, die bestond uit gelijkdenkende vrouwen Barbara Leigh Smith Bodicon, Bessie Rayner Parkes, Jessie Boucherett, Emily Davies en Helen Blackburn. De Langham Place Circle wilde graag de positie van vrouwen in de maatschappij verbeteren. Ze pleitten voor vrouwenkiesrecht, betere baankansen en betere opleidingsmogelijkheden voor vrouwen. Hoewel Faithfull achter alle punten van de organisatie stond, hield ze zich vooral bezig met het verbeteren van de baankansen van vrouwen. De Circle was verantwoordelijk voor de vorming van de Society for Promoting the Employment of Women in 1859.
In 1864 werd Faithfull beschuldigd van betrokkenheid bij de scheiding van Henry Codrington en zijn vrouw Helen Jane Smith Codrington (1828-1876). Codrington werd beschuldigd van poging tot verkrachting van Faithfull, maar deze aanklacht kwam later te vervallen, omdat Faithfull weigerde te getuigen. Ook werd er beweerd dat Faithfull en Helen een lesbische relatie zouden hebben. Omdat Faithfull maar weinig bij de zaak betrokken werd en hier dus geen invloed op kon uitoefenen, liep haar reputatie schade op en werd ze uitgesloten van de Langham Place Circle. Naar aanleiding van deze aantijgingen vernietigde Faithfull al haar documenten, met name brieven aan en van familieleden. Behalve haar professionele publicaties en enkele gekoesterde brieven is niets bewaard gebleven.
Van haar neven was een de acteur Rutland Barrington en een andere de indologist John Faithfull Fleet. Onder haar vrienden waren Richard Peacock, een van de oprichters van de Beyer Peacock Locomotive Company, aan wie ze de Edinburgh-editie van haar boek Three Visits To America opdroeg met de woorden "to my friend Richard Peacock Esq of Gorton Hall" in 1882. Ze was ook getuige bij de bruiloft van Peacocks dochter Jane met William Taylor Birchenough, de zoon van John Birchenough, een fabriekseigenaar die wordt genoemd in het boek Three Visits To America wegens zijn goede behandeling van vrouwelijke medewerkers in zijn zijdemolen in Macclesfield, Brookfield Unitarian Church die Richard Peacock bouwde in Gorton.
In 1888 kreeg Faithfull een pensioen van £50 toegewezen. Ze stierf in 1895 in Manchester.
Faithfull is de hoofdpersoon in de roman, The Sealed Letter van de Ierse schrijver Emma Donoghue uit 2008 die gaat over de Codrington-scheiding uit 1864.

## Victoria Press enVictoria Magazine

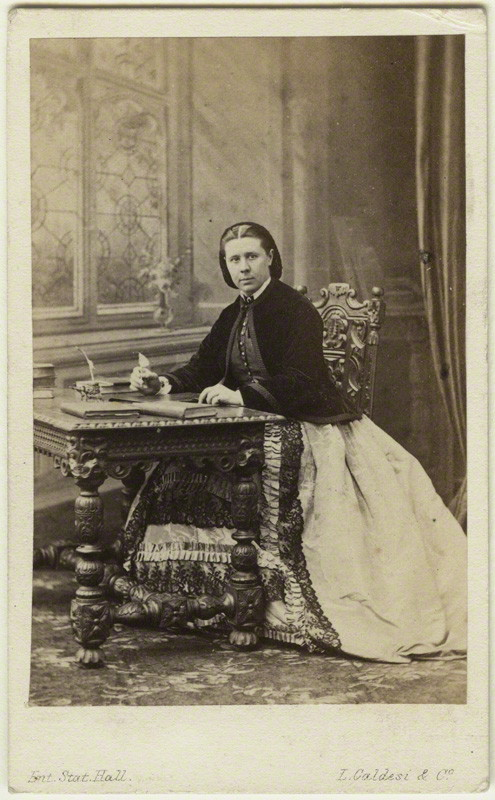
Emily Faithfull, ca. 1860 door Leonida Caldesi (1822-1891)

Met het doel om de baankansen voor vrouwen te vergroten zette Faithfull - samen met andere vrouwen van de 'Society for Promoting the Employment of Women' - in maart 1860 de Victoria Press uitgeverij op. In deze uitgeverij konden vrouwen die getraind waren door de 'Society' daadwerkelijk aan de slag. Van 1860 tot 1866 gaf Victoria Press het feministische tijdschrift English Woman's Journal uit; dat blad was sinds 1858 op de markt. Faithfull en haar 'Victoria Press' kregen al snel de reputatie dat ze uitstekend werk leverden. Drie jaar na opening werd de Victoria Press de officiële drukker voor koningin Victoria.
In 1863 begon ze met het uitgeven van het maandelijkse Victoria Magazine, waarin ze 18 jaar lang pleitte voor betaald werk voor vrouwen.

## Activisme
In januari 1864 gaf Faithfull het eerste jaarlijkse rapport van de Ladies' London Emancipation Society uit. Later gaf ze ook nog andere werken voor deze organisatie uit. In 1868 publiceerde ze de roman Change upon Change. Ook trad ze op als lector met het doel om de interesses van vrouwen meer op de voorgrond te brengen. Ze boekte hiermee grote successen in Engeland en de Verenigde Staten, die ze bezocht in 1872 en 1882.
Ze was lid van de Society for Promoting the Employment of Women. Ze zag zetwerk (een redelijk lucratief beroep in die tijd) als goed werk voor vrouwen. Dit werd niet gewaardeerd door de London Printer's Union, die volledig bestond uit mannen en beweerde dat vrouwen niet zouden beschikken over voldoende intelligentie en fysieke vaardigheden om zetwerk te verrichten.

## Archieven
De archieven van Emily Faithfull worden bewaard in The Women's Library in de Library of the London School of Economics.